# Bruno Giacomelli
Pour les personnes ayant le même patronyme, voir Giacomelli (homonymie).
Bruno Giacomelli, né le 10 septembre 1952 à Borgo Poncarale, dans la province de Brescia en Lombardie, est un ancien pilote automobile italien.

## Biographie
Bruno Giacomelli commence sa carrière en 1972 dans le championnat d'Italie de Formule Ford. Après une parenthèse d'un an consacrée à remplir ses obligations militaires, il reprend le volant en 1974 en Formule 3. Ses trois saisons dans la discipline culmineront avec sa victoire dans le prestigieux Grand Prix de Monaco F3 en 1976.
En 1977, il accède au championnat d'Europe de Formule 2, et fait ses débuts en Formule 1 en fin d'année sur une McLaren à l'occasion du GP d'Italie à Monza. Toujours en F2 lors de la saison 1978, Giacommelli, domine le championnat d'Europe avec huit victoires, et retrouve en fin d'année la F1, toujours chez McLaren. À cette occasion, il gagne un surnom qui le suivra toute sa carrière : « Jack O'Melley », adaptation irlandaise de son patronyme italien par ses mécaniciens. En référence à son physique rondouillard, il sera plus tard également surnommé « Le Panda ». 
En 1979, il est recruté par Alfa Romeo, qui fait son grand retour en Formule 1 en tant que constructeur complet (châssis et moteur). Après quelques apparitions peu concluantes, Bruno et Alfa participent à leur première saison complète en 1980. Plombée par une fiabilité catastrophique puis par l'accident mortel de son coéquipier Patrick Depailler, l'année permet néanmoins à Bruno d'afficher une pole position en fin d'année à Watkins Glen. Mais ces promesses ne seront jamais concrétisées lors des deux saisons suivantes. Il décroche un podium à Las Vegas en 1981, mais sombre en 1982, dominé en vitesse pure par son coéquipier Andrea de Cesaris.
Non conservé par Alfa, Giacomelli trouve refuge en 1983 dans la modeste écurie Toleman, avant de devoir, faute d'offres sérieuses en F1, se tourner brièvement vers le championnat CART aux États-Unis où le succès ne sera pas plus au rendez-vous.
Discret pilote essayeur pour le compte de l'écurie March en 1989, il fait un retour surprise en championnat du monde à partir du GP de Saint-Marin 1990, troisième manche de la saison. Appelé pour remplacer Gary Brabham dans l'écurie Life Racing Engines, Giacomelli ne résiste pas à l'envie de replonger en Formule 1, sept ans après en être parti, et cela malgré la calamiteuse réputation de l'équipe. Malgré toute son expérience, il ne fera aucun miracle, échouant systématiquement, et de très loin, à extirper sa monture (mue pendant la majeure partie de la saison par un exotique moteur W12 Rocchi) de la séance de pré-qualification du vendredi matin. Cette aventure met un terme définitif à sa carrière.

## Résultats en championnat du monde de Formule 1
| Saison | Écurie                   | Châssis   | Moteur                              | Pneus    | GP disputés | Points inscrits | Classement |
| ------ | ------------------------ | --------- | ----------------------------------- | -------- | ----------- | --------------- | ---------- |
| 1977   | Marlboro Team McLaren    | M23       | Cosworth V8                         | Goodyear | 1           | 0               | n.c.       |
| 1978   | Marlboro Team McLaren    | M26       | Cosworth V8                         | Goodyear | 5           | 0               | n.c.       |
| 1979   | Autodelta                | 177 179   | Alfa Romeo 12 à plat Alfa Romeo V12 | Goodyear | 4           | 0               | n.c.       |
| 1980   | Marlboro Team Alfa Romeo | 179       | Alfa Romeo V12                      | Goodyear | 14          | 4               | 17e        |
| 1981   | Marlboro Team Alfa Romeo | 179C 179D | Alfa Romeo V12                      | Michelin | 15          | 7               | 15e        |
| 1982   | Marlboro Team Alfa Romeo | 179D 182T | Alfa Romeo V12                      | Michelin | 16          | 2               | 22e        |
| 1983   | Candy Toleman Motorsport | TG183B    | Hart 4 en ligne turbo               | Pirelli  | 14          | 1               | 18e        |
| 1990   | Life Racing Engines      | L190      | Rocchi W12 Judd V8                  | Goodyear | 0           | 0               | n.c.       |

## Résultats aux 24 heures du Mans
| Années | Écuries                             | Châssis         | Coéquipiers                          | Résultats |
| ------ | ----------------------------------- | --------------- | ------------------------------------ | --------- |
| 1988   | Porsche Kremer Racing Team          | Porsche 962 CK6 | Hideki Okada/Kunimitsu Takahashi     | 9e        |
| 1989   | Porsche Kremer Racing Team          | Porsche 962C    | Kunimitsu Takahashi/Giovanni Lavaggi | Abandon   |
| 1990   | Italya Sport - Richard Lloyd Racing | Porsche 962C    | John Watson/Allen Berg               | 11e       |